# Herrarnas hopp i gymnastik vid olympiska sommarspelen 2008
Herrarnas hopp i gymnastik vid olympiska sommarspelen 2008 avgjordes den 14 augusti.

## Medaljörer
| Gren           | Guld                | Silver                   | Brons                       |
| Herrarnas hopp | Leszek Blanik Polen | Thomas Bouhail Frankrike | Anton Golotsutskov Ryssland |

## Final
| Placering | Gymnast                  | Hopp 1  | Hopp 1  | Hopp 1 | Hopp 1   | Hopp 2  | Hopp 2  | Hopp 2 | Hopp 2   | Totalt |
| Placering | Gymnast                  | A-poäng | B-poäng | Straff | Hoppoäng | A-poäng | B-poäng | Straff | Hoppoäng | Totalt |
| --------- | ------------------------ | ------- | ------- | ------ | -------- | ------- | ------- | ------ | -------- | ------ |
|           | Leszek Blanik (POL)      | 7.000   | 9.600   |        | 16.600   | 7.000   | 9.475   |        | 16.475   | 16.537 |
|           | Thomas Bouhail (FRA)     | 7.000   | 9.575   |        | 16.575   | 7.000   | 9.500   |        | 16.500   | 16.537 |
|           | Anton Golotsutskov (RUS) | 7.000   | 9.500   |        | 16.500   | 7.000   | 9.450   |        | 16.450   | 16.475 |
| 4         | Marian Drăgulescu (ROU)  | 7.000   | 9.800   |        | 16.800   | 7.200   | 8.750   | 0.3    | 15.650   | 16.225 |
| 5         | Benoît Caranobe (FRA)    | 7.000   | 9.375   | 0.1    | 16.275   | 7.000   | 8.950   | 0.1    | 15.850   | 16.062 |
| 6         | Dmitrj Kasperovitj (BLR) | 7.000   | 9.300   |        | 16.300   | 7.000   | 8.900   | 0.1    | 15.800   | 16.050 |
| 7         | Flavius Koczi (ROU)      | 7.000   | 8.800   | 0.3    | 15.500   | 7.000   | 9.350   |        | 16.350   | 15.925 |
| 8         | Isaac Botella (ESP)      | 6.600   | 9.475   |        | 16.075   | 6.600   | 9.100   | 0.3    | 15.400   | 15.737 |

## Kvalificerade tävlande
| Placering | Gymnast                  | Hopp 1  | Hopp 1  | Hopp 1 | Hopp 1   | Hopp 2  | Hopp 2  | Hopp 2 | Hopp 2   | Totalt |
| Placering | Gymnast                  | A-poäng | B-poäng | Straff | Hoppoäng | A-poäng | B-poäng | Straff | Hoppoäng | Totalt |
| --------- | ------------------------ | ------- | ------- | ------ | -------- | ------- | ------- | ------ | -------- | ------ |
| 1         | Marian Drăgulescu (ROU)  | 7.000   | 9.625   |        | 16.625   | 7.200   | 9.700   |        | 16.900   | 16.762 |
| 2         | Thomas Bouhail (FRA)     | 7.000   | 9.625   |        | 16.625   | 7.000   | 9.700   |        | 16.700   | 16.662 |
| 3         | Leszek Blanik (POL)      | 7.000   | 9.700   |        | 16.700   | 7.000   | 9.475   |        | 16.475   | 16.587 |
| 4         | Dmitrj Kasperovitj (BLR) | 7.000   | 9.500   |        | 16.500   | 7.000   | 9.675   |        | 16.675   | 16.587 |
| 5         | Flavius Koczi (ROU)      | 7.000   | 9.600   |        | 16.600   | 7.00    | 9.575   |        | 16.575   | 16.587 |
| 6         | Anton Golotsutskov (RUS) | 7.000   | 9.550   |        | 16.550   | 7.000   | 9.600   |        | 16.600   | 16.575 |
| 7         | Benoît Caranobe (FRA)    | 7.000   | 9.500   |        | 16.500   | 7.000   | 9.375   |        | 16.375   | 16.437 |
| 8         | Isaac Botella (ESP)      | 6.600   | 9.450   |        | 16.050   | 6.600   | 9.500   |        | 16.100   | 16.075 |

### Reserver
- Kyle Shewfelt (CAN) (6.600 A, 9.750 B)
- Fabian Hambuechen (GER) (6.600 A, 9.700 B)
- Vlasios Maras (GRE) (6.600 A, 9.425 B, 0.100 straff)